# Sami Jauhojärvi
Sami Olavi Jauhojärvi (* 5. Mai 1981 in Ylitornio) ist ein ehemaliger finnischer Skilangläufer.

## Werdegang
Sami Jauhojärvi lebt in Rovaniemi und gehört zum Vuokatti Ski Team Kainuu. Der Student startet seit den Junioren-Weltmeisterschaften des Jahres 2000 in Štrbské Pleso bei internationalen Rennen. Wurde er dort noch Siebter über zehn und 30 Kilometer, gewann er im Jahr darauf in Karpacz-Szklarska Gold über 30 Kilometer, Silber mit der finnischen 4-mal-10-Kilometer-Staffel und Bronze über zehn Kilometer. Im Sprint wurde er zudem Vierter. In dieser Disziplin trat er anschließend auch bei den Nordischen Skiweltmeisterschaften 2001 in Lahti an und belegte den 18. Rang. Es folgten auch erste Einsätze am Ende der Saison im Skilanglauf-Weltcup. Sein erstes Ergebnis war Platz 57 in einem 10-Kilometer-Rennen in Borlänge.
In der Folgezeit wechselte Jauhojärvi immer wieder zwischen Weltcup und unterklassigen Veranstaltungen wie FIS- und Continental-Cup-Rennen. Im Januar 2002 konnte er in einem Teamsprint in Nové Město na Moravě zusammen mit Sami Pietilä als Sechster erstmals unter die besten Zehn des Weltcups laufen. Mit der zweiten finnischen Staffel wurde er im Dezember 2002 in Kuusamo hinter der ersten finnischen Staffel Weltcupzweiter. In Oberstdorf startete Jauhojärvi 2005 zum zweiten Mal bei Nordischen Skiweltmeisterschaften und erreichte als beste Platzierung den elften Rang in der Verfolgung. Im November des Jahres erreichte der Finne als Vierter in einem Rennen über 15 Kilometer in Beitostølen erstmals eine einstellige Platzierung in einem Einzelrennen im Weltcup. Erst bei einem Rennen über dieselbe Distanz im Dezember 2007 konnte er mit dem dritten Rang eine bessere Platzierung erreichen.
2006 startete Jauhojärvi bei den Olympischen Spielen von Turin über drei Strecken und erreichte mit dem neunten Platz über 15 Kilometer das beste Ergebnis. Bei den Nordischen Skiweltmeisterschaften 2007 in Sapporo waren ein elfter Platz im Teamsprint und ein 13. Platz im Rennen über 50 Kilometer die besten Ergebnisse. Den Skilanglauf-Weltcup 2006/07 beendete er als Neunter der Gesamtwertung.
Den bisher größten Erfolg seiner Karriere konnte Jauhojärvi bei den Nordischen Skiweltmeisterschaften 2009 in Liberec erreichen. Gemeinsam mit Ville Nousiainen sicherte er sich Bronze im Teamsprint. Zwei Tage später sicherte er sich gemeinsam mit Matti Heikkinen, Teemu Kattilakoski und Ville Nousiainen die Bronzemedaille in der Staffel.
Bei den Finnischen Meisterschaften 2010 in Keuruu sicherte er sich den Titel im Sprint. Wenig später gehörte er zum Kader bei den Olympischen Winterspielen 2010 in Vancouver. Nach Rang 12 im Sprint erreichte er mit der Finnischen Staffel über 4 × 10 km den fünften Rang. Im Einzel über 50 km landete er auf Rang 20. Zurück im Weltcup feierte er als Zehnter in Lahti erneut ein Top-Ergebnis. Im April gewann er das FIS-Rennen von Vadsø.
In die Saison 2010/11 startete Jauhojärvi schwach, überraschte aber am 11. Dezember mit Rang fünf in Davos. Nachdem er auch in Drammen als Neunter eine Top-10-Platzierung über 15 km erreicht hatte, wurde er für die Nordischen Skiweltmeisterschaften 2011 in Oslo nominiert. Nach Rang fünf im Einzel und im Teamsprint verpasste er als Vierter mit der Staffel eine Medaille knapp. Im Weltcup gelangen ihm bis zum Saisonende nach der Weltmeisterschaft keine Top-Platzierungen mehr. Auch bei den Finnischen Meisterschaften 2011 in Kuopio blieb er im Sprint ohne Medaille.
Auch in die Saison 2011/12 startete Jauhojärvi schwach als 67. in Sjusjøen. Zwar konnte er wenig später wieder Ergebnisse in den Weltcup-Punkterängen erreichen, Top-Ergebnisse blieben jedoch aus. Die Tour de Ski 2011/2012 beendete er nach schwachen Etappenergebnissen am Ende auf Rang 33 der Gesamtwertung. Erst in Otepää bewies der Finne schließlich wieder Stärke und lief auf einen guten zehnten Platz. Auch bei den Finnischen Meisterschaften 2012 war er wieder erfolgreich und sicherte sich in Keuruu über 3,75 km im klassischen Stil erneut einen Titel. Auch in Imatra wenig später gewann er eine weitere nationale Goldmedaille und gewann das Sprintrennen.
Bei den Nordischen Skiweltmeisterschaften 2013 im Val di Fiemme blieb Jauhojärvi erneut ohne Medaille. Mit der Staffel lief er als Fünfter nur knapp hinter den Medaillensiegern ins Ziel. Bei der Tour de Ski 2013/2014 lief er zu guten Etappenerfolgen, darunter Rang sechs in der Lenzerheide. Am Ende belegte er Rang 19 der Tour-Gesamtwertung.
Bei den Olympischen Winterspielen 2014 in Sotschi begann Jauhojärvi schwach mit Rang 33 im Skiathlon. Besser verlief das Einzelrennen über 15 km, bei dem er als 17. ins Ziel kam. Nach Rang sechs mit der Staffel sicherte sich Jauhovärvi gemeinsam mit Iivo Niskanen den Olympiasieg im Teamsprint. In die Kritik geriet Jauhojärvi, weil er den bis dahin führenden Tim Tscharnke beim Spurwechsel behinderte und dieser stürzte und damit keine Chance mehr auf den Sieg hatte. Bei den nordischen Skiweltmeisterschaften 2015 in Falun errang er den 34. Platz im Skiathlon, den 29. Rang im 50-km-Massenstartrennen und den achten Platz mit der Staffel. Die Tour de Ski 2016 beendete er auf dem 36. Platz. Zu Beginn der Saison 2016/17 errang er bei der Weltcup-Minitour in Lillehammer den 32. Platz. Anfang Februar 2017 wurde er in Keuruu finnischer Meister über 15 km klassisch. Beim Saisonhöhepunkt den nordischen Skiweltmeisterschaften 2017 in Lahti holte er zusammen mit Iivo Niskanen die Bronzemedaille im Teamsprint. Zudem belegte er den achten Platz über 15 km klassisch und den fünften Rang mit der Staffel. Zum Saisonende kam er beim Weltcup-Finale in Québec auf den 16. Platz und erreichte den 56. Platz im Gesamtweltcup und den 38. Rang im Distanzweltcup.

## Erfolge

### Medaillen bei Olympischen Winterspielen
- 2014 in Sotschi: Gold im Teamsprint

### Medaillen bei Nordischen Skiweltmeisterschaften
- 2009 in Liberec: Bronze im Teamsprint, Bronze mit der Staffel
- 2017 in Lahti: Bronze im Teamsprint

### Weltcupsiege im Einzel
| Nr. | Datum         | Ort       | Disziplin                   |
| --- | ------------- | --------- | --------------------------- |
| 1.  | 14. März 2009 | Trondheim | 50 km klassisch Massenstart |

## Statistik

### Teilnahmen an Weltmeisterschaften und Olympischen Winterspielen

#### Olympische Spiele
| Jahr und Ort   | Wettbewerb | Wettbewerb | Wettbewerb | Wettbewerb | Wettbewerb | Wettbewerb |
| Jahr und Ort   | 15 km      | Skiathlon  | 50 km      | Sprint     | Staffel    | Teamsprint |
| -------------- | ---------- | ---------- | ---------- | ---------- | ---------- | ---------- |
| 2006 Turin     | 9.         | 20.        | –          | 61.        | 10.        | –          |
| 2010 Vancouver | –          | DNF        | 20.        | 12.        | 5.         | –          |
| 2014 Sotschi   | 17.        | 32.        | –          | –          | 6.         | 1.         |

#### Nordische Skiweltmeisterschaften
| Jahr und Ort       | Wettbewerb | Wettbewerb           | Wettbewerb | Wettbewerb | Wettbewerb | Wettbewerb | Wettbewerb |
| Jahr und Ort       | 15 km      | Skiathlon Verfolgung | 30 km      | 50 km      | Sprint     | Staffel    | Teamsprint |
| ------------------ | ---------- | -------------------- | ---------- | ---------- | ---------- | ---------- | ---------- |
| 2001 Lahti         | –          | –                    | –          | –          | 18.        | –          | –          |
| 2005 Oberstdorf    | 44.        | 11.                  | –          | 14.        | –          | 12.        | –          |
| 2007 Sapporo       | –          | 16.                  | –          | 13.        | –          | 6.         | 9.         |
| 2009 Liberec       | 12.        | 8.                   | –          | –          | –          | 3.         | 3.         |
| 2011 Oslo          | 5.         | –                    | –          | –          | –          | 4.         | 5.         |
| 2013 Val di Fiemme | –          | 53.                  | –          | 30.        | –          | 5.         | –          |
| 2015 Falun         | –          | 34.                  | –          | 29.        | –          | 8.         | –          |
| 2017 Lahti         | 8.         | –                    | –          | –          | –          | 5.         | 3.         |

### Platzierungen im Weltcup

#### Weltcup-Statistik
Die Tabelle zeigt die erreichten Platzierungen im Einzelnen.
- 1.–3. Platz: Anzahl der Podiumsplatzierungen
- Top 10: Anzahl der Platzierungen unter den ersten zehn
- Punkteränge: Anzahl der Platzierungen innerhalb der Punkteränge
- Starts: Anzahl gelaufener Rennen in der jeweiligen Disziplin
- Hinweis: Bei den Distanzrennen erfolgt die Einordnung gemäß FIS.

| Platzierung         | Distanzrennen a | Distanzrennen a | Distanzrennen a | Distanzrennen a | Distanzrennen a | Skiathlon Verfolgung | Sprint | Etappen- rennen b | Gesamt | Team c | Team c  |
| Platzierung         | ≤ 5 km          | ≤ 10 km         | ≤ 15 km         | ≤ 30 km         | > 30 km         | Skiathlon Verfolgung | Sprint | Etappen- rennen b | Gesamt | Sprint | Staffel |
| ------------------- | --------------- | --------------- | --------------- | --------------- | --------------- | -------------------- | ------ | ----------------- | ------ | ------ | ------- |
| 1. Platz            |                 |                 |                 |                 | 1               |                      |        |                   | 1      |        |         |
| 2. Platz            |                 |                 |                 | 1               |                 |                      |        |                   | 1      | 1      | 1       |
| 3. Platz            |                 |                 | 5               | 1               |                 |                      | 1      |                   | 7      |        |         |
| Top 10              | 2               |                 | 18              | 2               | 2               | 6                    | 10     | 2                 | 42     | 2      | 21      |
| Punkteränge         | 6               | 5               | 39              | 6               | 4               | 23                   | 35     | 8                 | 126    | 2      | 27      |
| Starts              | 10              | 14              | 60              | 15              | 6               | 44                   | 64     | 12                | 225    | 2      | 27      |
| Stand: Karriereende |                 |                 |                 |                 |                 |                      |        |                   |        |        |         |

#### Weltcup-Gesamtplatzierungen
| Saison  | Gesamt | Gesamt | Distanz | Distanz | Sprint | Sprint |
| Saison  | Punkte | Platz  | Punkte  | Platz   | Punkte | Platz  |
| ------- | ------ | ------ | ------- | ------- | ------ | ------ |
| 2002/03 | 4      | 132.   | –       | –       | –      | –      |
| 2003/04 | 7      | 138.   | 5       | 103.    | 2      | 70.    |
| 2004/05 | 12     | 117.   | 12      | 76.     | –      | –      |
| 2005/06 | 122    | 44.    | 101     | 34.     | 21     | 50.    |
| 2006/07 | 384    | 9.     | 172     | 14.     | 68     | 29.    |
| 2007/08 | 322    | 20.    | 226     | 13.     | 96     | 27.    |
| 2008/09 | 784    | 4.     | 473     | 4.      | 147    | 19.    |
| 2009/10 | 127    | 58.    | 89      | 40.     | 38     | 56.    |
| 2010/11 | 244    | 30.    | 151     | 27.     | 75     | 32.    |
| 2011/12 | 225    | 40.    | 135     | 36.     | 80     | 30.    |
| 2012/13 | 46     | 82.    | 20      | 75.     | 26     | 62.    |
| 2013/14 | 236    | 34.    | 136     | 26.     | 24     | 64.    |
| 2014/15 | 185    | 35.    | 165     | 24.     | 20     | 63.    |
| 2015/16 | 24     | 102.   | 16      | 66.     | 8      | 83.    |
| 2016/17 | 118    | 56.    | 87      | 38.     | 1      | 99.    |